# La Cage aux folles 3
Pour les articles homonymes, voir La Cage aux folles (homonymie).
Série
La Cage aux folles 2
(1980)
Pour plus de détails, voir Fiche technique et Distribution.
La Cage aux folles 3 est un film français réalisé par Georges Lautner, sorti en 1985.

## Synopsis
Albin doit se rendre en Écosse pour recevoir le fabuleux héritage de feu sa tante : un château entouré d'immenses terres, un titre ducal et, surtout, un véritable magot qui permettrait de régler une fois pour toutes les difficultés financières du cabaret tropézien dans lequel il se produit, La Cage aux folles. Une clause du testament précise toutefois qu'il ne pourra recevoir son héritage qu'une fois marié et devenu père d'un enfant légitime, dans un délai de 18 mois.
Renato, son compagnon et gestionnaire du cabaret, décide de le pousser au mariage. Devant le manque de motivation d'Albin, Renato n'hésite pas à utiliser tous les moyens pour parvenir à ses fins, y compris lui faire croire qu'il est devenu hétérosexuel.

## Fiche technique
- Titre complet : La Cage aux folles 3 : « Elles » se marient
- Réalisation : Georges Lautner
- Scénario : Michel Audiard, Christine Carère, Marcello Danon, Gérard Lamballe, Georges Lautner et Philippe Nicaud
- Musique : Ennio Morricone
- Photographie : Luciano Tovoli
- Montage : Michelle David
- Décors : Mario Garbuglia & Carlo Gervasi
- Costumes : Ambra Danon & Piero Tosi
- Sociétés de production : Columbia Pictures & Da Ma Produzione
- Société de distribution : TriStar
- Pays :  France,  Italie
- Format : Couleur - Mono
- Genre : comédie
- Durée : 87 minutes
- Date de sortie : 20 novembre 1985 France
- Date de sortie : 11 novembre 1998 Corée du Sud

## Distribution
- Michel Serrault : Albin Mougeotte / Zaza Napoli
- Ugo Tognazzi (VF : Serge Sauvion) : Renato Baldi
- Antonella Interlenghi : Cindy
- Gianluca Favilla (VF : Denis Boileau) : Dulac
- Saverio Vallone (VF : Hervé Bellon) : Mortimer Woodson
- Michel Galabru : Charrier
- Benny Luke : Jacob
- Stéphane Audran : Matrimonia
- Umberto Raho (VF : Jean Berger) : Maître Kennedy
- Pier Francesco Aiello : Laurent Baldi
- Claude Gensac : apparition

## Autour du film
- Dernier film sorti en salle dialogué par Michel Audiard, qui décédera quatre mois avant la sortie de celui-ci.
- Avec 1,7 million d'entrées, le film a eu un succès public moindre que les deux précédents opus[1].
- Après Pierre Mondy et Michel Beaune, Serge Sauvion est le troisième comédien à doubler en français Ugo Tognazzi dans la trilogie.
- Pier Francesco Aiello succède à Rémi Laurent sur le rôle de Laurent Baldi qui l'interprétait dans le premier film (il n'est que mentionné dans le deuxième).

### Série de films
- 1978 : La Cage aux folles, réalisé par Édouard Molinaro.
- 1980 : La Cage aux folles 2, réalisé par Édouard Molinaro.
- 1985 : La Cage aux folles 3, réalisé par Georges Lautner.